# Eduardo Dagnino
Luigi Eduardo Dagnino (* 1. Januar 1876 in Palermo; † 30. Januar 1944 in Rom) war ein italienischer Musikwissenschaftler, Komponist und Schachkomponist.
Dagnino studierte am Konservatorium von Palermo Musik bei Guglielmo Zuelli. Ab 1913 war er Professor für Musikgeschichte am Pontificio Istiuto di Musica Sacra in Rom.
Er verfasste unter anderem eine Monographie über Marco Enrico Bossi und L’archivio musicale di Montecassino, und er komponierte Motetten, Präludien und Stücke für Orgel, ein Menuett für Streicher und Lieder.
Daneben war Dagnino Schachkomponist und Mitarbeiter der Schachzeitschriften L’Eco degli Scacchi (1916) und L’Italia Scacchistica (1917–18).